# Valensisk art noveau

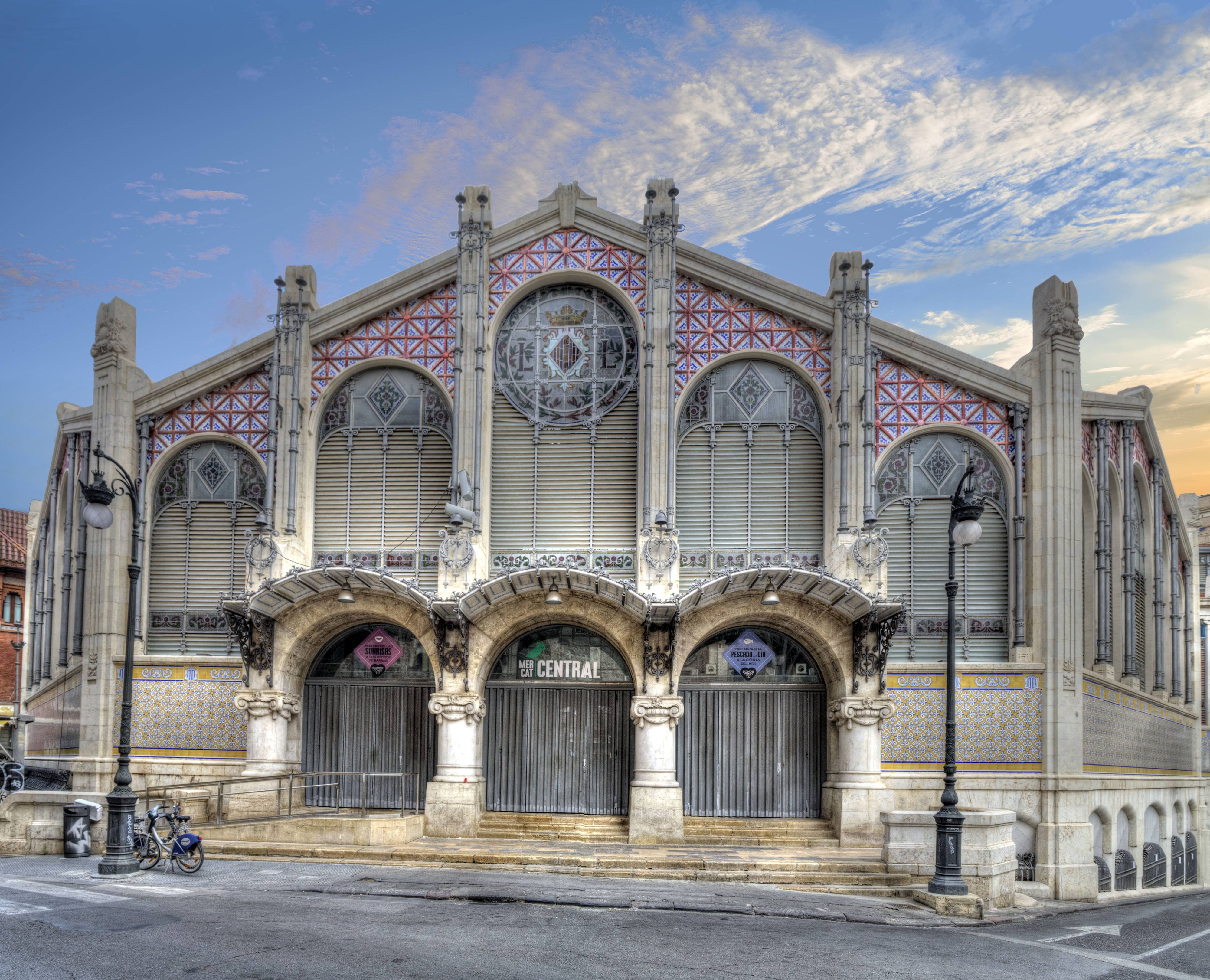
Mercado Central i Valencia.

Valensisk art noveau (spanska: modernismo valenciano, valencianska: modernisme valencià) är den historiografiska benämningen på den konstnärliga och litterära rörelsen som förknippas med jugend i Valencia i Spanien. Den aktiva perioden sträckte sig från 1890 till 1910.